# Минеев, Владимир Константинович
Влади́мир Константинович Минее́в (род. 16 февраля 1990, Свердловск) — российский кикбоксер, боец смешанных единоборств, чемпион Европы и мира, мастер спорта. В разное время владел титулами чемпиона по версии таких организаций как WKA, WAKO-Pro, WKN, WBKF. Победитель Кубка России по тайскому боксу, серебряный призёр чемпионата России. Чемпион AMC FNG в среднем весе.

## Биография
Родился 16 февраля 1990 года в пригороде Свердловска, затем с семьёй переехал в Саранск, а начиная с трёхлетнего возраста постоянно проживал в Ульяновске. Родители Минеева связаны с медициной, старший брат тоже впоследствии стал врачом (Санкт-Петербург). Учился в школе № 75, в детстве постоянно дрался на улице и в школе. Заниматься кикбоксингом начал в раннем детстве, проходил подготовку под руководством тренеров Е. В. Головихина и В. В. Сафонина.
К Головихину Минеева привел отец, когда ему  исполнилось 9 лет. Когда Минееву исполнилось 14 лет, умер его отец, и Головихин всячески ему помогал. Головихин познакомил Минеева с Владимиром Мерчиным, под руководством которого он спустя год победил в первенстве России по японскому кикбоксингу.
Минеев тренировался у Виктора Сафонина перед поединком с Реванхо Блокландом. Сафонин в паре с другим тренером — Евгением Беликом, смогли выработать технику и стратегию, которые помогли Минееву победить в поединке. Минеев стал студентом Московского государственного университета природообустройства (ныне Институт мелиорации, водного хозяйства и строительства имени А. Н. Костякова РГАУ-МСХА имени К. А. Тимирязева), впоследствии окончил вуз по этой специальности.
Первого серьёзного успеха на ринге добился в 2008 году, когда впервые стал чемпионом России по кикбоксингу и, попав в основной состав российской национальной сборной, завоевал золотую медаль на чемпионате Европы в Португалии, проводившемся под эгидой Всемирной ассоциации кикбоксерских организаций. Год спустя на европейском первенстве в Австрии в финальном матче потерпел поражение и получил серебряную награду. Одновременно с этим начал карьеру в профессиональном кикбоксинге, из четырёх проведённых поединков в трёх одержал победу, в том числе выиграл вакантный титул чемпиона мира в супертяжёлом весе по версии WAKO Pro, нокаутировав в первом раунде белоруса Сергея Зелинского.
В 2011 году Минеев взял бронзу на чемпионате Европы в Македонии и провёл несколько победных боёв на профессиональном уровне, стал чемпионом Европы WBKF во второй тяжёлой весовой категории. В следующем году на соревнованиях в Турции вновь стал чемпионом континента среди любителей, при этом в профессионалах одержал шесть побед и выиграл титул чемпиона мира по версии WKA. В 2013 и 2014 годах завоевал и защитил пояс чемпиона мира по версии WKN. Также в 2013 году принимал участие в чемпионате России по тайскому боксу, занял второе место, проиграв в финале многократному чемпиону последних лет Артёму Вахитову.
В 2014 году дебютировал в боях по смешанным правилам, стал выступать преимущественно на турнирах российской промоутерской компании Fight Nights. Большое внимание привлёк поединок Минеева с Магомедом Исмаиловым, состоявшийся 19 октября 2018 года на турнире Fight Nights Global 90. Бой продлился 5 раундов и завершился ничьей. Решение судей вызвало много споров. В феврале 2020 года Минеев объявил о достигнутой устной договорённости о реванше с Исмаиловым.
На турнире памяти Абдулманапа Нурмагомедова, состоявшемся 9 сентября 2020 года в Москве, Минеев нокаутировал Даурена Ермекова и стал чемпионом Fight Nights Global в среднем весе.
16 октября 2021 года в Красной Поляне на Red Arena состоялся вечер смешанных единоборств, в главном событии которого встретились одни из сильнейших средневесов России. Владимир Минеев одержал победу техническим нокаутом над Магомедом Исмаиловым в третьем раунде.
18 ноября 2022 года в Москве на «ЦСКА Арене» состоялся очередной турнир «Бойцовского клуба РЕН-ТВ». Главным событием вечера стал поединок по правилам кикбоксинга между  Владимиром Минеевым и Фернандо Родригесом. Россиянин одержал яркую и уверенную победу, нокаутировав бразильца.
15 сентября 2023 года одержал победу над другим бразильцем Рафаэлем Карвальо в поединке по правилам кикбоксинга на турнире Кубок Лотоса в Элисте.
19 ноября 2023 года победил по правилам кикбоксинга соотечественника Ивана Штыркова в главном поединке «Бойцовского клуба РЕН ТВ» в Сочи.
Имеет высшее образование, окончил Московский государственный университет природообустройства, где обучался на механическом факультете. В 2020 году сдал экзамен на 1 дан каратэ Кекусинкай (IKO).
В свободное от спорта время занимается бизнесом, воспитывает сына.

### Фильм «Бультерьер»
16 июня 2022 года в российский прокат вышла спортивная драма «Бультерьер», в которой Минеев исполнил главную роль – Макса Холодова, бойца MMA. Макс проигрывает важный бой за титул чемпиона мира, и с этого момента его привычная жизнь летит под откос. В поисках точки опоры он решает вернуться к корням и уезжает на побережье, где случайно находит брошенного бультерьера, в котором обретает родственную душу. Заботясь о новом друге вместе с новой знакомой Олей, он постепенно спасает себя самого и находит любовь. Теперь он готов к главному поединку в своей жизни.
В фильме также сыграли Александр Михайлов, Виталий Кищенко и Сергей Селин. Режиссером картины выступил Василий Быстров.

### Служба в Вооружённых силах
После победного окончания боя с Фернандо Родригесом подписал контракт с Министерством обороны России и ожидает отправки в зону боевых действия для участия во вторжении России на Украину.
В апреле 2023 служил разведчиком в подразделении спецназа 45 бригады ВДВ. Затем был избран депутатом Народного Совета ДНР.

## Семья
Младший брат Петр Минеев погиб в ходе  вторжения России на Украину. 30-летний Петр Минеев служил по контракту в бригаде ВДВ, дислоцирующейся в Ульяновске.

## Фильмография
2015 — Воин — камео
2020 — Русский рейд — Главарь
2022 — Бультерьер — Максим «Бультерьер» Холодов (главная роль)

## Статистика в смешанных единоборствах
| Боёв 18  | Побед 16 | Поражений 1 |
| -------- | -------- | ----------- |
| Нокаутом | 11       | 0           |
| Сдачей   | 3        | 0           |
| Решением | 2        | 1           |
| Ничьи    | 1        | 1           |

| Результат | Рекорд | Соперник           | Способ                             | Турнир                                                                | Дата             | Раунд | Время | Место               | Примечание                            |
| --------- | ------ | ------------------ | ---------------------------------- | --------------------------------------------------------------------- | ---------------- | ----- | ----- | ------------------- | ------------------------------------- |
| Победа    | 16-1-1 | Магомед Исмаилов   | Технический нокаут                 | AMC Fight Nights 105: Минеев - Исмаилов 2                             | 16 октября 2021  | 3     | 4:41  | Сочи, Россия        | Защитил титул AMC FN в среднем весе.  |
| Победа    | 15-1-1 | Даурен Ермеков     | Технический нокаут                 | Турнир памяти Абдулманапа Нурмагомедова                               | 9 сентября 2020  | 3     | 2:16  | Москва, Россия      | Завоевал титул AMC FN в среднем весе. |
| Победа    | 14-1-1 | Артур Пронин       | Нокаут                             | Leon Warriors                                                         | 30 мая 2020      | 1     | 3:50  | Минск, Беларусь     |                                       |
| Победа    | 13-1-1 | Диего Диас         | Единогласное решение               | Donetsk MMA Federation — United Donbass 2                             | 27 сентября 2019 | 3     | 5:00  | Донецк, Украина     |                                       |
| Победа    | 12-1-1 | Милош Костич       | Технический нокаут                 | King of Warriors Championship: Кубок Губернатора Ставропольского края | 6 сентября 2019  | 1     | 2:37  | Георгиевск, Россия  |                                       |
| Ничья     | 11-1-1 | Магомед Исмаилов   | Раздельное решение                 | Fight Nights Global 90                                                | 19 октября 2018  | 5     | 5:00  | Москва, Россия      |                                       |
| Победа    | 11-1   | Павел Масальский   | Сдача (удушение)                   | Fight Nights Global 89                                                | 8 сентября 2018  | 1     | 2:25  | Бочжоу, Китай       |                                       |
| Победа    | 10-1   | Андреас Михайлидис | Технический нокаут                 | Fight Nights Global 71                                                | 29 июля 2017     | 3     | 3:11  | Москва, Россия      |                                       |
| Победа    | 9-1    | Майкел Фалкан      | Технический нокаут                 | Fight Nights Global 63                                                | 21 апреля 2017   | 1     | 3:36  | Владивосток, Россия |                                       |
| Поражение | 8-1    | Майкел Фалкан      | Решение большинства                | Fight Nights Global 56                                                | 9 декабря 2016   | 3     | 5:00  | Владивосток, Россия |                                       |
| Победа    | 8-0    | Ясуби Эномото      | Единогласное решение               | Fight Nights Global 53                                                | 8 октября 2016   | 3     | 5:00  | Москва, Россия      |                                       |
| Победа    | 7-0    | Вячеслав Беляев    | Сдача (гильотина)                  | Industrials: Zabaikalian Power                                        | 12 июня 2016     | 1     | 1:15  | Чита, Россия        |                                       |
| Победа    | 6-0    | Борис Мирошниченко | Техническая сдача (удушение сзади) | Fight Nights Global 44                                                | 26 февраля 2016  | 2     | 2:55  | Москва, Россия      |                                       |
| Победа    | 5-0    | Ксавье Фупа-Покам  | Технический нокаут                 | Fight Nights: Битва под Москвой 19                                    | 11 июня 2015     | 1     | 4:30  | Москва, Россия      |                                       |
| Победа    | 4-0    | Йосип Перица       | Технический нокаут                 | Pankration MFP & Fight Nights II                                      | 18 апреля 2015   | 1     | 3:55  | Владивосток, Россия |                                       |
| Победа    | 3-0    | Михаил Шейн        | Технический нокаут                 | Fight Nights: Кубок Московской области                                | 21 марта 2015    | 1     | 4:07  | Химки, Россия       |                                       |
| Победа    | 2-0    | Иван Седо          | Технический нокаут                 | Грозная битва                                                         | 14 марта 2015    | 1     | 3:58  | Грозный, Россия     |                                       |
| Победа    | 1-0    | Фернанду Алмейда   | Технический нокаут                 | Fight Nights: Битва под Москвой 17                                    | 30 сентября 2014 | 1     | 1:15  | Москва, Россия      |                                       |